# Reas (película de 2024)
Reas es una película documental argentina de 2024 dirigida y escrita por Lola Arias.
La película fue seleccionada para participar en la sección Encuentros en el Festival Internacional de Cine de Berlín de 2024 donde tuvo su estreno mundial.

## Reparto
- Yoseli Arias
- Ignacio Amador Rodriguez
- Estefy Harcastle
- Carla Canteros
- Noelia Perez
- Paulita Asturayme
- Laura Amato
- Pato Aguirre
- Cintia Aguirre
- Julieta Fernandez
- Silvana Gomez
- Daniela Borda
- Jade De la Cruz Romero
- Betina Otaso

## Sinopsis
Suaves o rudas, rubias o rapadas, cis o trans, reclusas de larga duración o recién ingresadas: las mujeres recrean sus vidas en una cárcel de Buenos Aires, en trance y equilibrio, voguing y canto.

## Premios y nominaciones
| Año  | Festival de Cine   | Fecha del evento | Categoría | Nominado | Resultado     | Ref.  |
| ---- | ------------------ | ---------------- | --------- | -------- | ------------- | ----- |
| 2024 | Festival de Berlín | 18 de febrero    | Forum     | Reas     | Participación | [ 2 ] |